# Xã Richland, Quận Missaukee, Michigan
Xã Richland (tiếng Anh: Richland Township) là một xã thuộc quận Missaukee, tiểu bang Michigan, Hoa Kỳ. Năm 2010, dân số của xã này là 1.491 người.